# Samsung Galaxy A72
Samsung Galaxy A72 — смартфон среднего класса на базе Android, разработанный и производимый Samsung Electronics. Телефон, анонсированный вместе с Galaxy A52 на виртуальном мероприятии Samsung Awesome Unpacked 17 марта 2021 года, станет преемником Galaxy A71. Galaxy A72 сохраняет многие функции предыдущей версии, но также включает модернизированную батарею емкостью 5000 мАч, защиту от воды и пыли IP67 и телеобъектив с разрешением 8 МП.

## Технические характеристики

### Дизайн
Galaxy A72 имеет аналогичный дизайн со своим предшественником. Он имеет дисплей Infinity-O с вырезом для фронтальной камеры, как и Galaxy A71. Тем не менее, устройство имеет варианты матового цвета, а не глянцевую градиентную отделку, как у Galaxy A71. Он доступен в цветах Awesome Black, Awesome White, Awesome Violet и Awesome Blue. Дисплей защищен стеклом Corning Gorilla Glass 3, а рамка и задняя панель выполнены из пластика. Имеет защиту от воды и пыли IP67.

### Аппаратное обеспечение
Galaxy A72 оснащен SoC Qualcomm Snapdragon 720G с 8-нм техпроцессом, восьмиядерным процессором, состоящим из высокопроизводительного кластера с 2 ядрами Kryo 465 Gold с тактовой частотой 2,3 ГГц и высокоэффективного кластера с 6 ядрами 1,8 ГГц. Ядра Kryo 465 Silver и графический процессор Adreno 618 в сочетании с 6 или 8 ГБ ОЗУ и 128 ГБ встроенной памяти. SoC Galaxy A72 немного лучше в тестах одноядерных процессоров, чем SoC предшественника Galaxy A71, Qualcomm Snapdragon 730G (одна из версий набора микросхем Galaxy A71) и Qualcomm Snapdragon 730 (исходный набор микросхем Galaxy A71).
Galaxy A72 оснащен 6,7-дюймовым дисплеем Super AMOLED с максимальной яркостью 800 нит, соотношением сторон 20:9, разрешением 1080x2400, плотностью пикселей 393 ppi и частотой обновления 90 Гц. В дисплее также есть отверстие для фронтальной камеры.
Galaxy A72 оснащен четырьмя задними камерами: основной камерой на 64 МП с оптической стабилизацией изображения (OIS), широкоугольной камерой на 12 МП, телеобъективом на 8 МП с оптической стабилизацией изображения и 3-кратным оптическим зумом (без потерь) и 5-мегапиксельной камерой. датчик глубины. Телефон поддерживает 30-кратное увеличение и оснащен фронтальной камерой на 32 Мп. Настройка задней камеры также включает светодиодную вспышку.
Galaxy A72 имеет Bluetooth 5.0, Wi-Fi 802.11 a/b/g/n/ac, разъем для наушников 3,5 мм и NFC. Он имеет несъемный аккумулятор емкостью 5000 мАч с поддержкой быстрой зарядки 25 Вт. В коробке есть зарядное устройство на 25 Вт, в отличие от Galaxy A52, поставляемого с зарядным устройством на 15 Вт.
Galaxy A72 оснащен стереодинамиками, датчиком отпечатков пальцев под дисплеем и гибридным слотом для двух SIM-карт (комбинированная карта Nano-SIM/MicroSD).

## Программное обеспечение
Android 11 из коробки с One UI 3/3.1.
Будет обновлен до Android 12 с One UI 4.0.
Будет получать обновления безопасности. Однако обновления безопасности не являются ежемесячными обновлениями, как это было раньше для A71 или A52. В настоящее время он находится в расписании ежеквартальных обновлений веб-сайта Samsung Security.